# Esfera de Coprosperidade da Grande Ásia Oriental

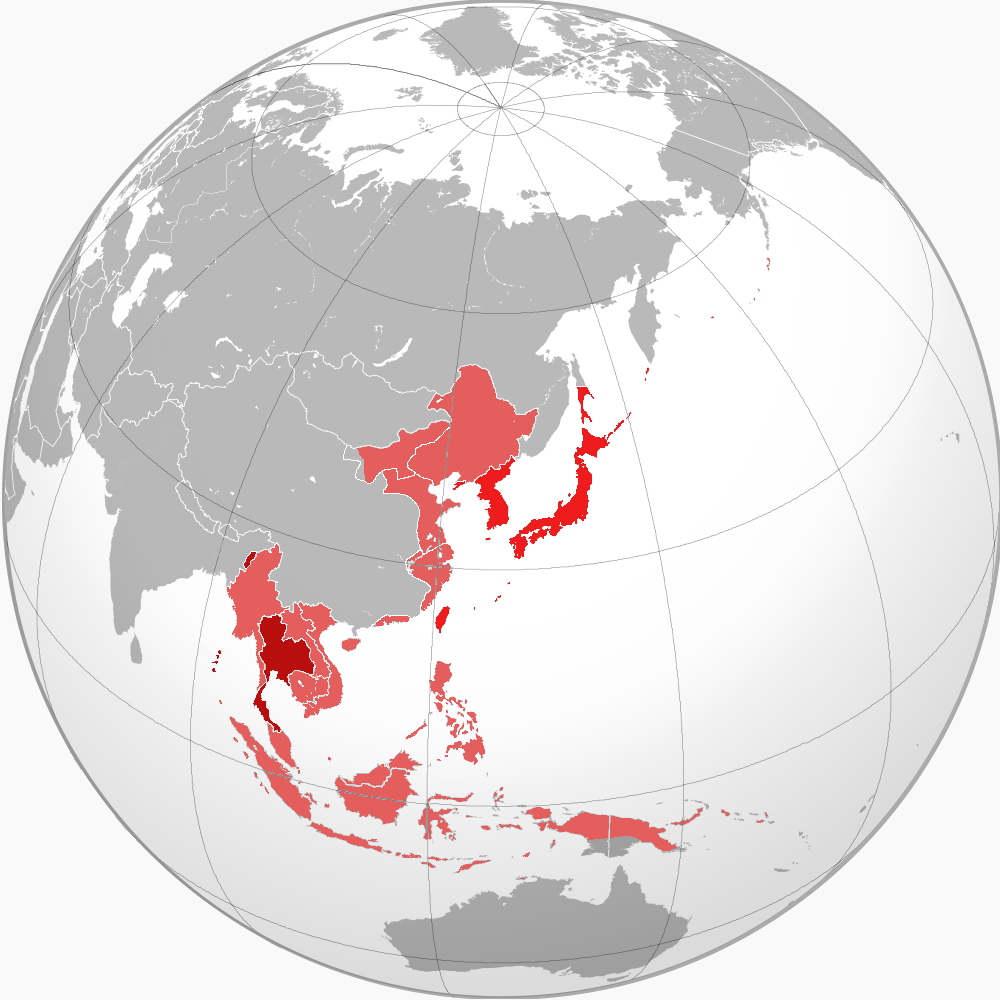
Os países ocupados pelo Japão da 'Grande Ásia Oriental'.

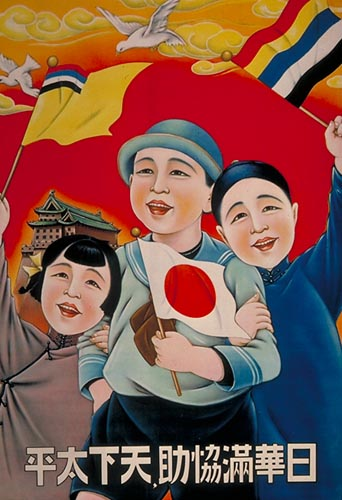
Cartaz de propaganda de Manchukuo, promovendo a harmonia entre japoneses, chineses e manchus. A legenda diz: "com a ajuda do Japão, China e Manchukuo, o mundo pode ficar em paz."

A Esfera de Coprosperidade da Grande Ásia Oriental (大東亜共栄圏 em japonês; Hepburn: Dai-tō-a Kyōeiken) foi um conceito criado e promulgado durante o Período Showa (1926 - 1989) pelo governo e militares do Império do Japão e que representava o desejo de criar um "bloco de nações asiáticas lideradas pelos japoneses e livre das potências ocidentais". A Esfera foi iniciada pelo primeiro-ministro Fumimaro Konoe, numa tentativa de criar uma Grande Ásia Oriental composta do Japão, Manchukuo, China e partes do sudeste asiático, que iria, de acordo com a propaganda imperial, estabelecer uma nova ordem internacional visando a coprosperidade para os países asiáticos os quais compartilhariam a paz e a prosperidade, livres do colonialismo e dominação ocidentais.
Todavia, este acabou sendo apenas um dos vários slogans e conceitos usados para justificar a agressão japonesa no Sudeste Asiático, desde a década de 1930 até 1945, e a expressão "Esfera de Coprosperidade da Grande Ásia Oriental" é lembrada hoje principalmente como uma fachada para o controle exercido pelo império sobre os países ocupados durante a Segunda Guerra Mundial, nos quais estados fantoche manipulavam as populações e economias locais em benefício do  Japão.
As conotações negativas que muitos ainda associam à expressão "Grande Ásia Oriental" permanecem como uma das dificuldades que arrostam a Cimeira da Ásia Oriental, realizada anualmente desde 2005, para discutir a possibilidade de estabelecimento de uma Comunidade da Ásia Oriental mais forte e unida.